# Fernando Correia Marques
Fernando António Correia Marques de Matos (Coimbra, 18 de Outubro de 1954) é um cantor  português. O seu pai era o Prof. Marques de Matos (conhecido pelo "Homem das Leis do Futebol").

## Percurso
Com 3 anos a família foi viver para Lourenço Marques onde estiveram até regressar ao continente em 1970. Nesse ano começa a colaboração musical com Tó Maria Vinhas. Em 1971 torna-se vocalista do conjunto White Star. Funda em 1972 o Trio Zumbaiar, com Tó Gonçalves e Maria Matos.
Foi guarda-redes no Boa Hora Futebol Clube, Atlético e Sporting Clube de Portugal. Entra para os quadros da Federação Portuguesa de Futebol em Julho de 1973.
Em 1974/75 foi um dos membros fundadores da cooperativa Pró–Fapir (Frente de Artistas Populares e Intelectuais Revolucionários). Com o Grupo de Dinamização Popular (GDP), formado em conjunto com Tó Gonçalves e Cândida), participa em muitos espectáculos de intervenção com outros nomes como José Afonso, José Mário Branco, Pedro Barroso, José Jorge Letria, Carlos Paredes, Vitorino Salomé, Fausto Bordalo Dias, Samuel, João Mota (Teatro Comuna), Tó Maria Vinhas, e muitos outros.
Em 1978/79 inicia uma carreira profissional musical a solo. Em 1980 foi lançado o single "Melodia Chá-lá-lá". O segundo single foi o single "Hey Mano" a que se seguiu o single "Louco Amor Louco / Ninguém é Louco". Obtém grande sucesso com o single "Carlitos, Carlitos" de 1983.
Com Luis Arriaga escreve a letra e música da canção "Viva Portugal, Viva!" a propósito do campeonato europeu de futebol. 
Em 1987 muda-se para a editora Discossete onde esteve até ao início de 1995, ano em que assina com a Editora Espacial. Voltam os grandes sucessos com "O Burrito.
Em finais de 1995 forma a NUCAFE, produtora de som e imagem, com Nuno Delgado (produção de telediscos) e Carlos Vidigal Jr. (fotografia).
Em 1 de Abril de 1998 abandona os quadros da FPF.
O CD "Não Me Leves A Mal" foi gravado nos estúdios JC, com os músicos que o acompanham nos espectáculos, a produção foi de Jorge do Carmo e a edição da Espacial. O disco inclui temas mais mexidos como "Mini, Mini", "Fura Furão" e "Zibidum" e  outros mais românticos como "Acordar meu coração" e "E novo, um sorriso". 
"A Bicharada" é Um cd constituído por 11 faixas com 3 temas inéditos: "O Cão, O Borracho E…Eu", "Lágrimas de Crocodilo", "Cabra Salomé" e ainda outras surpresas multimédia que estão bem escondidas neste álbum. Trata-se de uma recolha de sucessos como  "Burrito", "Patinho Feio", "Gato Chico", ou "Carocha do Amor".
Em 2005 lança o disco "Casar em Portugal" constituído por 10 canções.
Para comemorar os 30 Anos de carreira lança um cd duplo que inclui os temas que marcaram a carreira do cantor mais quatro inéditos. 
O CD "Gostas pouco…gostas" inclui outros sucessos como "Quando bailas para mim", "Camionista, eu sou" e "Se não choras não mamas". "Estranha era a noite" é uma adaptação do conhecido tema de Frank Sinatra.
Em 2013 lança o CD "Fazer O Tcha Tcha Tcha".

## Discografia
- 1980 -  MELODIA - SHÁ LÁ LÁ - SINGLE - RADIO TRIUNFO
- 1981 - HEY MANO  - SINGLE - RADIO TRIUNFO (a)
- 1982 - LOUCO AMOR LOUCO  - SINGLE  - RADIO TRIUNFO (b)
- 1983- CARLITOS, CARLITOS  - SINGLE  - RADIO TRIUNFO (c)
- 1984 - VIVA PORTUGAL VIVA (hino)  - SING/K7 - RADIO TRIUNFO (d)
- 1984 - ABBACADABRA (Aladino)  - LP / K7- RADIO TRIUNFO (e)
- 1985 - FEIRA DE SONHOS - SINGLE- RADIO TRIUNFO
- 1986 - OLÉ OLÁ  - SINGLE - RT / ORFEU
- 1987 - TABERNEIRO- SINGLE- DISCOSSETE
- 1988 - DIDI DIANA - SINGLE- DISCOSSETE
- 1989 - YA MEU ( NÃO À DEPENDÊNCIA) apoio ao projecto vida- SINGLE- DISCOSSETE
- 1989 - UMA CASA COM JARDIM DE ROSAS - K7- DISCOSSETE
- 1990 - GATO CHICO / ISABEL - SINGLE promoção - DISCOSSETE
- 1991 -  E DO FUNDO DO MEU CORAÇÃO  - LP / K7 - DISCOSSETE (f)
- 1992 - POPULAR MIX (1 - 2 ) - CD/LP/K7 - DISCOSSETE
- 1993 - TUM! TUM! TUM! / MARMELEIRO DÁDÁ- SINGLE promoção - DISCOSSETE
- 1993 - FERNANDO CORREIA MARQUES - CD / K7- DISCOSSETE
- 1994 -  MIX 1 / NÃO MEXA, NÃO MEXA  - CD / K7- DISCOSSETE (g)
- 1995 - CUIDADO CORAÇÕES- CD / K7  - ESPACIAL (h)
- 1996 - A PULGA E EU  - CD / K7  - ESPACIAL (I)
- 1997 - CAROCHA DO AMOR - CD / K7- ESPACIAL
- 1998 - SEI QUE VOU SOBREVIVER - CD / K7 - ESPACIAL
- 1999 -  RENDIDO AO AMOR - CD / K7 - ESPACIAL
- 2001 -  A BICHARADA- CD / K7- ESPACIAL
- 2003 - NÃO ME LEVES A MAL - CD / K7 - ESPACIAL
- Casar Em Portugal (Espacial, 2005)
- Anda cá…i, anda (Espacial, 2007)
- À Portuguesa (Espacial, 2008)
- O Melhor De 30 Anos (Espacial, 2009)
- Gostas pouco...Gostas (Espacial, 2011)
- Fazer O Tcha Tcha Tcha (Distrirecords, 2013)

## Ligações Externas
- http://fernandocorreiamarques.com/
- https://web.archive.org/web/20140812054708/http://cotonete.iol.pt/artistas/biografia.aspx?id=914
- http://www.toxicidades.pt/search/label/Fernando%20C.%20Marques%20-%20Entrevista
- https://web.archive.org/web/20140726222909/http://www.algarvemais.pt/index.php/component/k2/item/846-fernando-correia-marques